# آراچویابا
آراچویابا (به پرتغالی: Araçoiaba) یک منطقهٔ مسکونی در برزیل است که در پرنامبوکو واقع شده‌است. آراچویابا ۹۶٫۳۸ کیلومتر مربع مساحت و ۲۰٬۷۳۳ نفر جمعیت دارد و ۱۶۰ متر بالاتر از سطح دریا واقع شده‌است.